# مانگیس
مانگیس (به لاتین: Manggis) یک منطقهٔ مسکونی در برونئی است که در Berakas 'B' واقع شده‌است.